# Gcina Mhlope
Nokugcina Elsie Mhlophe, född 24 oktober 1958 i Durban, Sydafrika är en sydafrikansk skådespelare, berättare och poet. Berättartraditionen sitter djupt i Afrika men Mhlope är en av få kvinnliga berättare i Sydafrika.

## Biografi
Nokugcina Mhlope växte upp i KwaZulu-Natal, hennes far var Zulu och hennes mor  Xhosa. Hon växte upp hos sin mormor i Transkei och inspirerades av mormoderns berättelser. Mhlope gick i skola och utbildade sig till författare och regiassistent. Hon arbetar nu som regissör på Market Theater i Johannesburg och har anordnat kurser i storytelling i Europa och Nordamerika.

## Utmärkelser
1987 – OBIE Theatrical Award (New York) för Born in the RSA.